# Diagonale bepalingen
Diagonale bepalingen zijn bepalingen in een collectieve arbeidsovereenkomst (cao) die betrekking hebben op de relatie tussen een individuele werkgever en de vakbond. Deze bepalingen komen voor in een bedrijfstak-cao. Bij een ondernemings-cao vallen de diagonale bepalingen samen met de obligatoire of verticale bepalingen.

## Nederland
Uit art. 2 en 3 van de Wet AVV volgt dat ook diagonale bepalingen kunnen doorwerken.